# 圣日耳曼勒富尤
圣日耳曼勒富尤（法語：Saint-Germain-le-Fouilloux，法語發音：[sɛ̃ ʒɛʁmɛ̃ lə fuju]）是法国马耶讷省的一个市镇，位于该省中部，属于拉瓦勒区。

## 地理
圣日耳曼勒富尤（48°8'13"N, 0°47'23"W）面积15.48 平方千米，位于法国卢瓦尔河地区大区马耶讷省，该省份为法国西北部内陆省份，北起芒什省和奧恩省，西接伊勒-维莱讷省，南至曼恩-卢瓦尔省，东临萨尔特省。
与圣日耳曼勒富尤接壤的市镇（或旧市镇、城区）包括：昂杜耶、尚热、马耶讷河畔圣让、圣旺德图瓦。

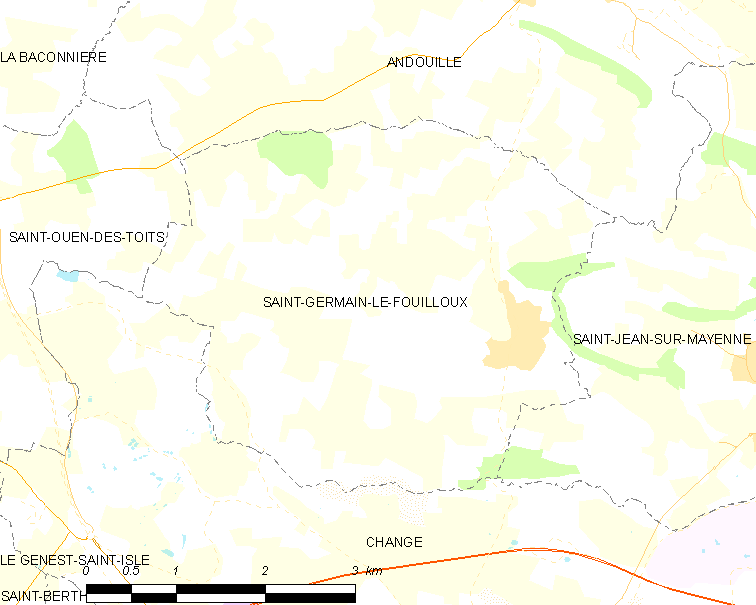
圣日耳曼勒富尤的OSM定位图

圣日耳曼勒富尤的时区为UTC+01:00、UTC+02:00（夏令时）。

## 行政
圣日耳曼勒富尤的邮政编码为53240，INSEE市镇编码为53224。

## 政治
圣日耳曼勒富尤所属的省级选区为圣贝特万县。

## 人口

1962-2008年间圣日耳曼勒富尤人口变化图示

圣日耳曼勒富尤于2022年1月1日时的人口数量为1179人。